# Дженнеке, Мишель
Мишель (Шелли) Дженнеке (англ. Michelle "Shelly" Jenneke) — австралийская бегунья на короткие дистанции, специализируется в беге на 100 метров с барьерами. Серебряный призёр юношеских Олимпийских игр 2010 года. На чемпионате мира среди юниоров 2012 года заняла 5-е место с результатом 13,54. Двукратная победительница чемпионата Австралии 2010 года в беге на 100 метров с/б и эстафете 4×100 метров.
Личный рекорд на дистанции 100 метров с/б — 12,66.
Принимала участие в Олимпийских играх 2016 и 2024 годов.
Получила известность благодаря своему ритуалу — разминке перед стартами — своеобразному весёлому танцу. Видеоролик с этой разминкой на чемпионате мире среди юниоров в Барселоне (2012), музыкальным оформлением для которого послужила популярная песня итальянской модели и певицы Сабрины Салерно «Boys (Summertime Love)», просмотрели за 4 года на Youtube более 28 миллионов человек.
Её хобби являются футбол и гандбол.
На родине известна в качестве модели в рекламе спортивных товаров.